# Heli
Heli (hebr. עלי) – arcykapłan izraelski i sędzia Izraela, potomek Aarona z linii Itamara. Sprawował swoje kapłaństwo przed prorokiem Samuelem. Kiedy Heli nie powstrzymał złego i agresywnego zachowania swoich synów, Bóg obiecał ukarać jego rodzinę, co doprowadziło do śmierci synów Helego w bitwie pod Afek, gdzie również utracono Arkę Przymierza. Kiedy Heli usłyszał nowinę o stracie Arki, spadł z siedzenia, złamał kark i zmarł. Według przekazu biblijnego umarł mając 98 lat, gdy tylko dowiedział się o śmierci swoich dwóch synów (Chofniego i Pinchasa) oraz przejęciu Arki przez Filistynów.